# Eurípil (fill de Tèlef)
Eurípil (en grec antic Εὐρύπυλος), segons la mitologia grega, va ser un heroi grec, fill de Tèlef de Pèrgam i d'Astíoque.
Tèlef havia promès, quan va guarir-se de la ferida de llança, que ni ell ni cap dels seus descendents lluitarien mai contra els grecs. Però van convèncer Astíoque, germana de Príam i mare d'Eurípil perquè enviés el seu fill a Troia, on va morir a mans de Neoptòlem quan al front dels seus homes intentava incendiar la flota grega. La seva mare havia estat subornada amb un regal: el cep d'or que en una altra ocasió Zeus havia ofert a Ganimedes. Eurípil va ser pare de Grinos.